# Slikslee

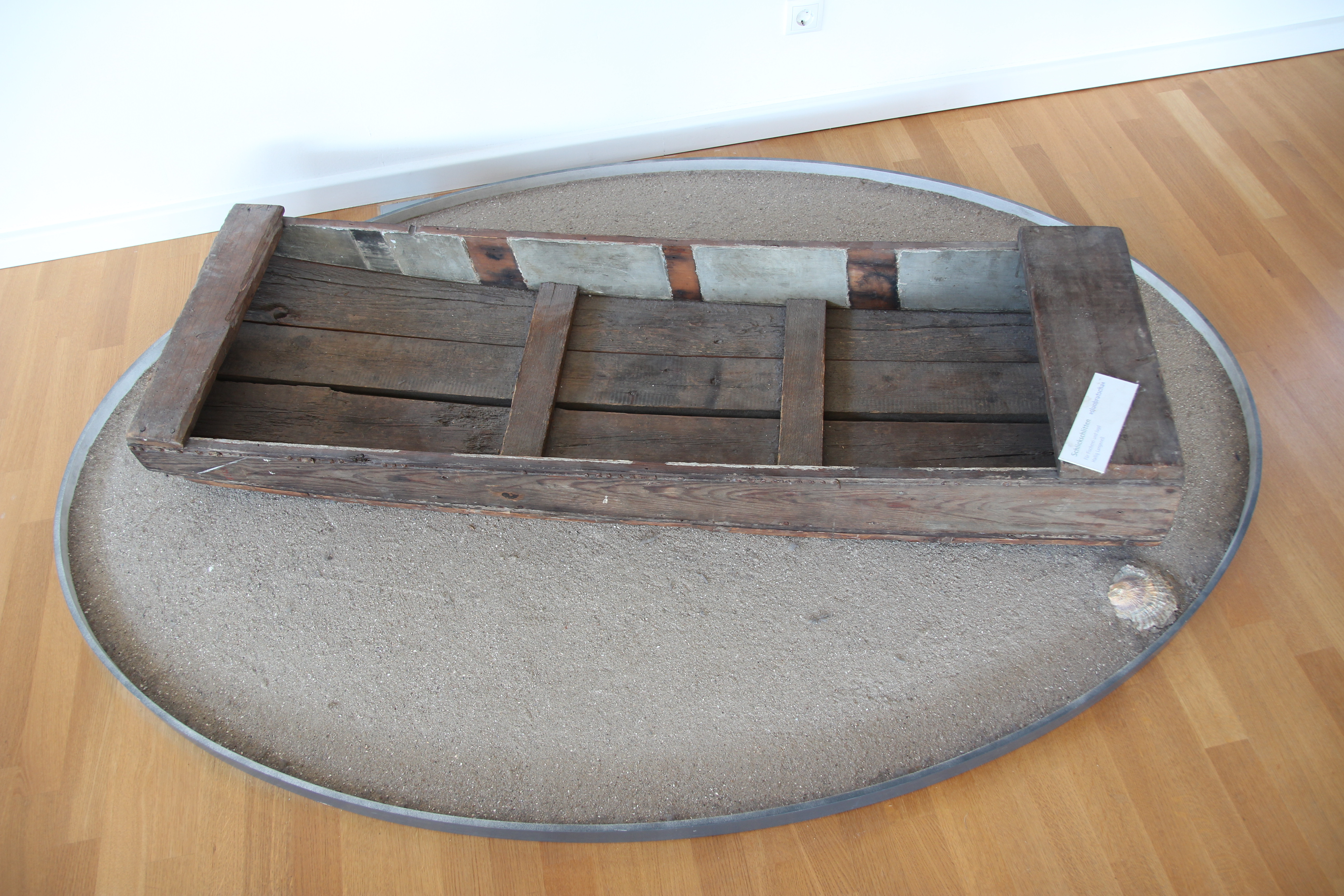
Slikslee in een Noord-Duits museum

Een slikslee is een voertuig dat vooral wordt gebruikt door vissers die zich voor het plaatsen en lichten van fuiken willen verplaatsen over tijdelijk drooggevallen gebied. De slee bestaat uit een vlakke houten vlonder met daarop een handgreep. De gebruiker pakt de handgreep vast, knielt met een been op de slee en zet zich met het andere been af op het slik. Door de vlakke onderkant zakt het geheel niet weg. Over het gladde slijk kan een behoorlijke snelheid worden ontwikkeld.  Er bestaat ook een variant op de Oostfriese Kreier, die door honden werd voortgetrokken. 
Antropoloog Nishimura Asahitaro beschreef in 1969 het gebruik van de slikslee door vissers in Japan en China.
Vermoedelijk wordt de slikslee al duizenden jaren gebruikt op schorren en slikken in heel Noordwest-Europa, van Denemarken tot in Ierland. Er zijn resten van zeer oude visfuiken gevonden waarvan de plaats redelijkerwijs alleen te bereiken was door middel van een slikslee. Het gebruik van de slee was sterk ontwikkeld in het Eems-Dollardgebied, dat had te maken met de bijzondere hydromorfologische eigenschappen van zand en slib aldaar.
Een slikslee achter een paard gespannen was in de Hoeksche Waard en bijvoorbeeld op het eiland Tiengemeten voor de komst van tractoren op boerderijen algemeen in gebruik. Zo kon men bijvoorbeeld biezen en riet vervoeren van plaatsen die op een andere wijze niet bereikbaar waren.
In de eenentwintigste eeuw wordt in Europa de slikslee niet meer professioneel benut. Wedstrijden voor eenpersoons sliksledes worden ieder jaar in de zomer gehouden op diverse plaatsen aan de waddenkust. Bijvoorbeeld op Schiermonnikoog, bij Delfzijl, waar het van oudsher kraiten wordt genoemd, en op het kunstmatige schiereiland bij het Duitse Pogum.